# Corvera (Cantabria)
Corvera es una localidad del municipio de Corvera de Toranzo (Cantabria, España). En el año 2016 contaba con una población de 258 habitantes (INE). La localidad se encuentra a 90 metros de altitud sobre el nivel del mar, y a 6 kilómetros de la capital municipal, San Vicente de Toranzo.
Destaca del lugar, la casa de Díaz de Villegas declarada Bien de Interés Cultural en el año 1992.
- Datos: Q5789790